# جيمس ماكوين (لاعب كرة قدم)
جيمس ماكوين (بالإنجليزية: James McKeown)‏ هو لاعب كرة قدم بريطاني في مركز حراسة المرمى، ولد في 24 يوليو 1989 في برمنغهام في المملكة المتحدة. شارك مع منتخب جمهورية أيرلندا تحت 20 سنة لكرة القدم. أما مع النوادي، فقد لعب مع غريمسبي تاون ونادي بوسطن يونايتد ونادي بيتربورو يونايتد ونادي كيترينغ تاون ونادي والسول ونادي ووستر سيتي.

## وصلات خارجية
- جيمس ماكوين (لاعب كرة قدم) على موقع قاعدة بيانات كرة القدم.إي يو (الإنجليزية)
- جيمس ماكوين (لاعب كرة قدم) على موقع Soccerbase.com (لاعب) (الإنجليزية)
- جيمس ماكوين (لاعب كرة قدم) على موقع Soccerway.com (الإنجليزية)